# Davide Stewart, conte di Strathearn
Davide Stewart (1357 – 1386) è stato un nobile scozzese.

## Vita
Era il figlio maggiore di re  Roberto II di Scozia e della sua seconda moglie, la futura regina Eufemia de Ross.
Quando Roberto venne incoronato re, il 26 marzo 1371, creò Davide conte di Strathearn, e dal giorno successivo suo figlio cominciò a rendergli omaggio con questo titolo.
Il 19 giugno dello stesso anno ottenne la baronia di Urquhart. Ricevette poi il castello di Braal a Caithness il 21 marzo 1375, e gli fu anche conferito il titolo di conte di Caithness tra quella data e il 28 dicembre 1377, divenendo così "Conte Palatino di Strathearn e Caithness".
Ebbe una disputa col fratellastro maggiore Alessandro Stewart, conte di Buchan, che nel 1385 aveva occupato con la forza il suo castello di Urquhart.
Non è certa la sua data di morte, ma è molto probabile che sia deceduto molto giovane nel 1386.

## Discendenza
Sua moglie sembra essere stata una figlia di sir Alexander Lindsay di Glenesk, di cui però non è noto il nome. Ebbero una figlia, Eufemia, che successe a suo padre nella contea di Strathearn. La vedova sposò in seconde nozze sir William Graham di Montrose, col quale ebbe figli.
I discendenti di Eufemia, dopo aver partecipato all'assassinio di Giacomo I di Scozia per opera di Walter Stewart (fratello di Davide) e sir Robert Graham, caddero in disgrazia e non recuperarono più la contea di Strathearn.

## Ascendenza
|                                                |                    |                     | Genitori                              |  |  | Nonni |  |  | Bisnonni                                     |  |  | Trisnonni                                         |  |
|                                                |                    |                     |                                       |  |  |       |  |  | James Stewart, V grande intendente di Scozia |  |  | Alexander Stewart, IV grande intendente di Scozia |  |
|                                                |                    |                     |                                       |  |  |       |  |  | James Stewart, V grande intendente di Scozia |  |  | Alexander Stewart, IV grande intendente di Scozia |  |
|                                                |                    | Joan de Bute        |                                       |  |  |       |  |  | James Stewart, V grande intendente di Scozia |  |  |                                                   |  |
| Walter Stewart, VI grande intendente di Scozia |                    |                     |                                       |  |  |       |  |  | James Stewart, V grande intendente di Scozia |  |  |                                                   |  |
|                                                |                    | Cecilia Dunbar      | Patrick III di Dunbar                 |  |  |       |  |  |                                              |  |  |                                                   |  |
|                                                |                    | Cecilia Dunbar      | Patrick III di Dunbar                 |  |  |       |  |  |                                              |  |  |                                                   |  |
|                                                |                    | Cecilia Dunbar      | …                                     |  |  |       |  |  |                                              |  |  |                                                   |  |
| Roberto II di Scozia                           |                    | Cecilia Dunbar      |                                       |  |  |       |  |  |                                              |  |  |                                                   |  |
|                                                |                    | Roberto I di Scozia | Robert Bruce, VI signore di Annandale |  |  |       |  |  |                                              |  |  |                                                   |  |
|                                                |                    | Roberto I di Scozia | Robert Bruce, VI signore di Annandale |  |  |       |  |  |                                              |  |  |                                                   |  |
|                                                |                    | Roberto I di Scozia | Marjorie, Contessa di Carrick         |  |  |       |  |  |                                              |  |  |                                                   |  |
| Marjorie Bruce                                 |                    | Roberto I di Scozia |                                       |  |  |       |  |  |                                              |  |  |                                                   |  |
|                                                |                    | Isabella di Mar     | Donald I di Mar                       |  |  |       |  |  |                                              |  |  |                                                   |  |
|                                                |                    | Isabella di Mar     | Donald I di Mar                       |  |  |       |  |  |                                              |  |  |                                                   |  |
|                                                |                    | Isabella di Mar     | Helen ferch Llywelyn                  |  |  |       |  |  |                                              |  |  |                                                   |  |
| Davide Stewart                                 |                    | Isabella di Mar     |                                       |  |  |       |  |  |                                              |  |  |                                                   |  |
|                                                | William II de Ross | William I de Ross   |                                       |  |  |       |  |  |                                              |  |  |                                                   |  |
|                                                | William II de Ross | William I de Ross   |                                       |  |  |       |  |  |                                              |  |  |                                                   |  |
|                                                | William II de Ross | Jean Comyn          |                                       |  |  |       |  |  |                                              |  |  |                                                   |  |
| Hugh de Ross                                   | William II de Ross |                     |                                       |  |  |       |  |  |                                              |  |  |                                                   |  |
|                                                |                    | Eufemia de Berkeley | sir Hugh de Berkeley                  |  |  |       |  |  |                                              |  |  |                                                   |  |
|                                                |                    | Eufemia de Berkeley | sir Hugh de Berkeley                  |  |  |       |  |  |                                              |  |  |                                                   |  |
|                                                |                    | Eufemia de Berkeley | …                                     |  |  |       |  |  |                                              |  |  |                                                   |  |
| Eufemia de Ross                                |                    | Eufemia de Berkeley |                                       |  |  |       |  |  |                                              |  |  |                                                   |  |
|                                                |                    | John/David Graham   | …                                     |  |  |       |  |  |                                              |  |  |                                                   |  |
|                                                |                    | John/David Graham   | …                                     |  |  |       |  |  |                                              |  |  |                                                   |  |
|                                                |                    | John/David Graham   | …                                     |  |  |       |  |  |                                              |  |  |                                                   |  |
| Margareth Graham                               |                    | John/David Graham   |                                       |  |  |       |  |  |                                              |  |  |                                                   |  |
|                                                |                    | …                   | …                                     |  |  |       |  |  |                                              |  |  |                                                   |  |
|                                                |                    | …                   | …                                     |  |  |       |  |  |                                              |  |  |                                                   |  |
|                                                |                    | …                   | …                                     |  |  |       |  |  |                                              |  |  |                                                   |  |
|                                                |                    | …                   |                                       |  |  |       |  |  |                                              |  |  |                                                   |  |